# 3D-televisie

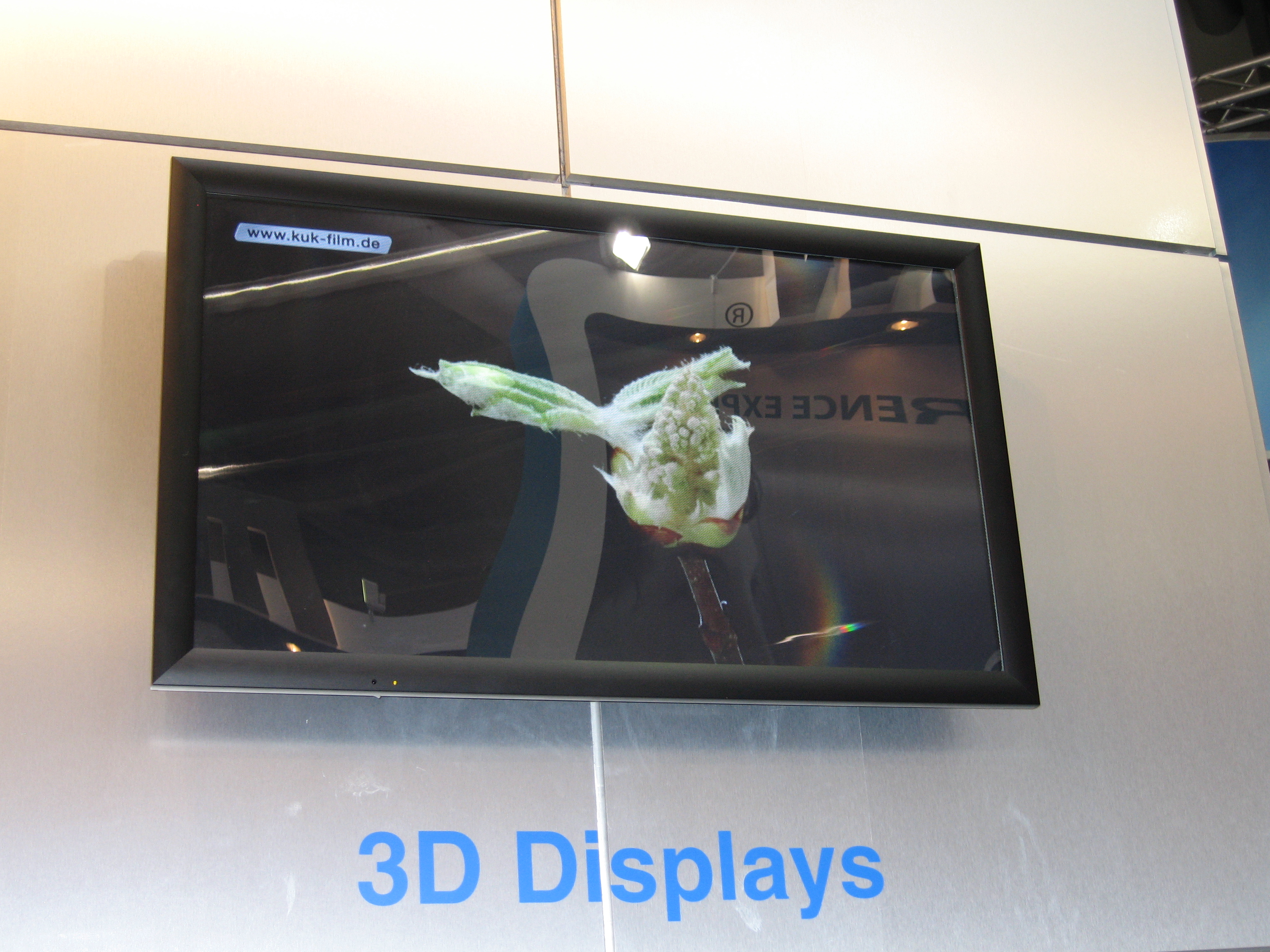
Een 3d-televisie

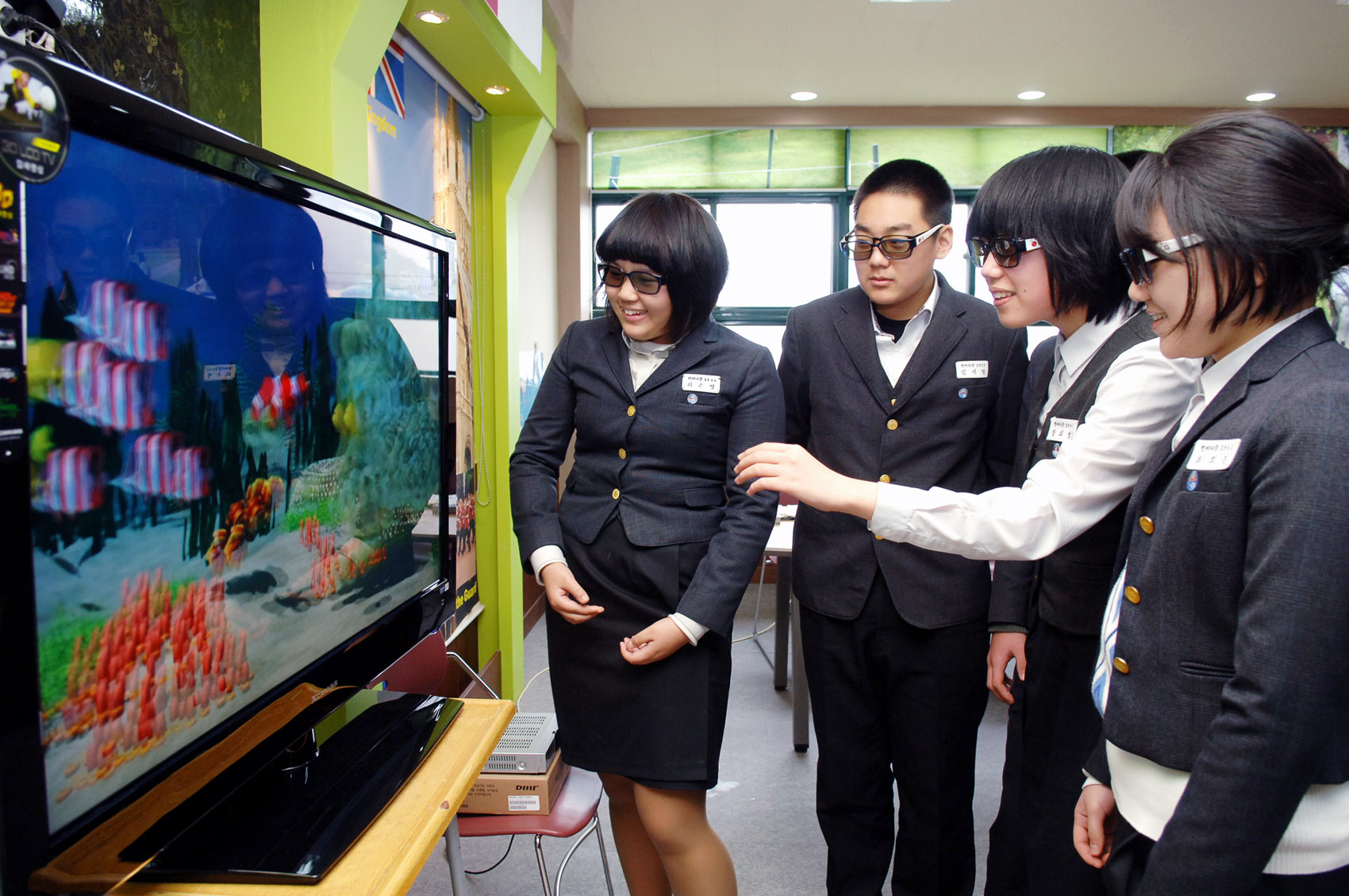
Een 3d-televisie in een Japanse winkel

Een 3D-televisie is een televisietoestel dat stereoscopische beelden kan vertonen.

## Geschiedenis
Begin jaren 80 waren er zowel in de bioscoop als op televisie diverse films met de anaglyftechniek te bekijken en ook thans worden ze soms nog uitgezonden. Om deze films te bekijken is een gewoon kleurentoestel nodig (een zwart-wittoestel is onbruikbaar) en de kijker moet een 3D-bril dragen.
Het grote bezwaar van deze methode is dat er geen kleurenbeelden mogelijk zijn.
Hoewel de basisprincipes al vele jaren bekend zijn, begint 3D-televisie pas in het begin van de 21e eeuw van de grond te komen. Dit komt enerzijds doordat technologische ontwikkelingen een 3D-beleving in HD-formaat mogelijk maken. Minstens zo belangrijk is echter dat een aantal grote fabrikanten (met name Panasonic, Sony, Samsung en Philips) gelooft dat er een (grote) markt is voor 3D-televisies en hier flink in investeert. Samsung heeft half maart 2010 in Nederland de primeur met een 3D-televisietoestel.

## Standaarden
Op dit moment zijn er nog geen uniforme standaarden voor 3D-televisie en de televisiefabrikanten zijn bezig met hun eigen versie van 3D-televisie.
Voor consumenten is het belangrijkste verschil in het aanbod van de fabrikanten of er wel of geen 3D-bril nodig is. Het gebruik van een 3D-bril geeft momenteel een veel betere 3D-ervaring. Het moeten dragen van een 3D-bril zou echter voor veel mensen een reden kunnen zijn om geen 3D-televisie aan te schaffen. Het is dus niet ondenkbaar dat uiteindelijk een oplossing zonder bril (autostereoscopie) de winnaar wordt.
Er bestaan passieve en actieve brillen.
- Een actieve bril heeft twee lcd-schermen die beurtelings ondoorzichtig worden gemaakt. Het linker en rechterbeeld worden met dezelfde snelheid op het televisiescherm getoond. De bril wordt draadloos door het televisietoestel bestuurd. Deze brillen zijn duur.
- Een passieve bril werkt meestal met polarisatie. Er zijn twee systemen: lineaire en circulaire polarisatie. Het hierboven genoemde anaglyfsysteem werkt ook met passieve brillen.

De Blu-ray Disc Association heeft eind 2009 een belangrijke stap gezet door 3D-blu-ray-specificaties te publiceren.

## Content
3D-televisies zullen alleen verkocht worden wanneer er ook voldoende 3D-content beschikbaar is. Deze content zal bestaan uit:
1. Het uitzenden van 3D-televisie via de kabel, satelliet etc.
2. 3D (blu-ray)-films
3. Computerspellen in 3D (o.a. op PlayStation 3, 3DS en Nintendo Switch)

In het Verenigd Koninkrijk zijn er al twee televisiezenders die hebben aangegeven in 2010 3D-programma's uit te gaan zenden (Sky Broadcasting en Channel 4). In Nederland zijn er nog geen televisiezenders die iets dergelijks hebben aangekondigd.

## België
In België stond de eerste 3D-uitzending (via side-by-side techniek) gepland op 24 april 2010 met de Fed Cup ontmoeting tussen België en Estland. De zender EXQI Plus bood via het Telenet Digital TV platform dit evenement aan in 3D. Op 8 mei 2010 volgde Belgacom TV met de voetbalmatch Anderlecht - Sint-Truiden, die in 3D werd uitgezonden in enkele cafés.
Sinds 2008 is het aanbod van en de populariteit van 3D-films in de bioscoop enorm toegenomen. Voor de consumentenmarkt zal blu-raytechnologie gebruikt worden als drager voor 3D-films.